# Geert Adriaans Boomgaard

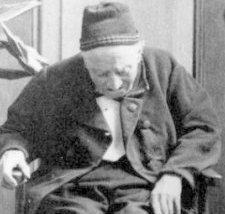
Geert Adriaans Boomgaard in de jaren 1890

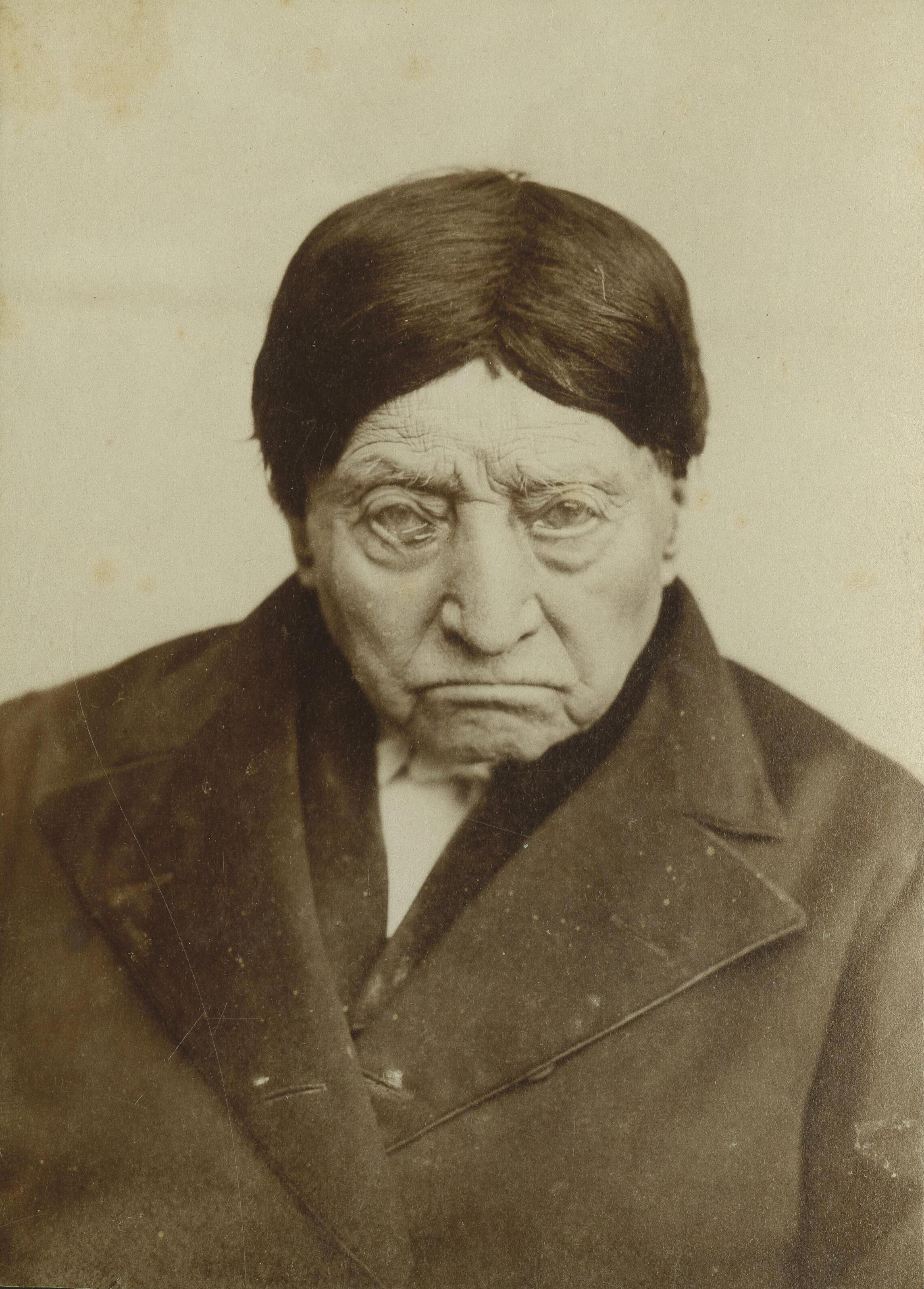
Geert Adriaans Boomgaard 100 jaar in 1888

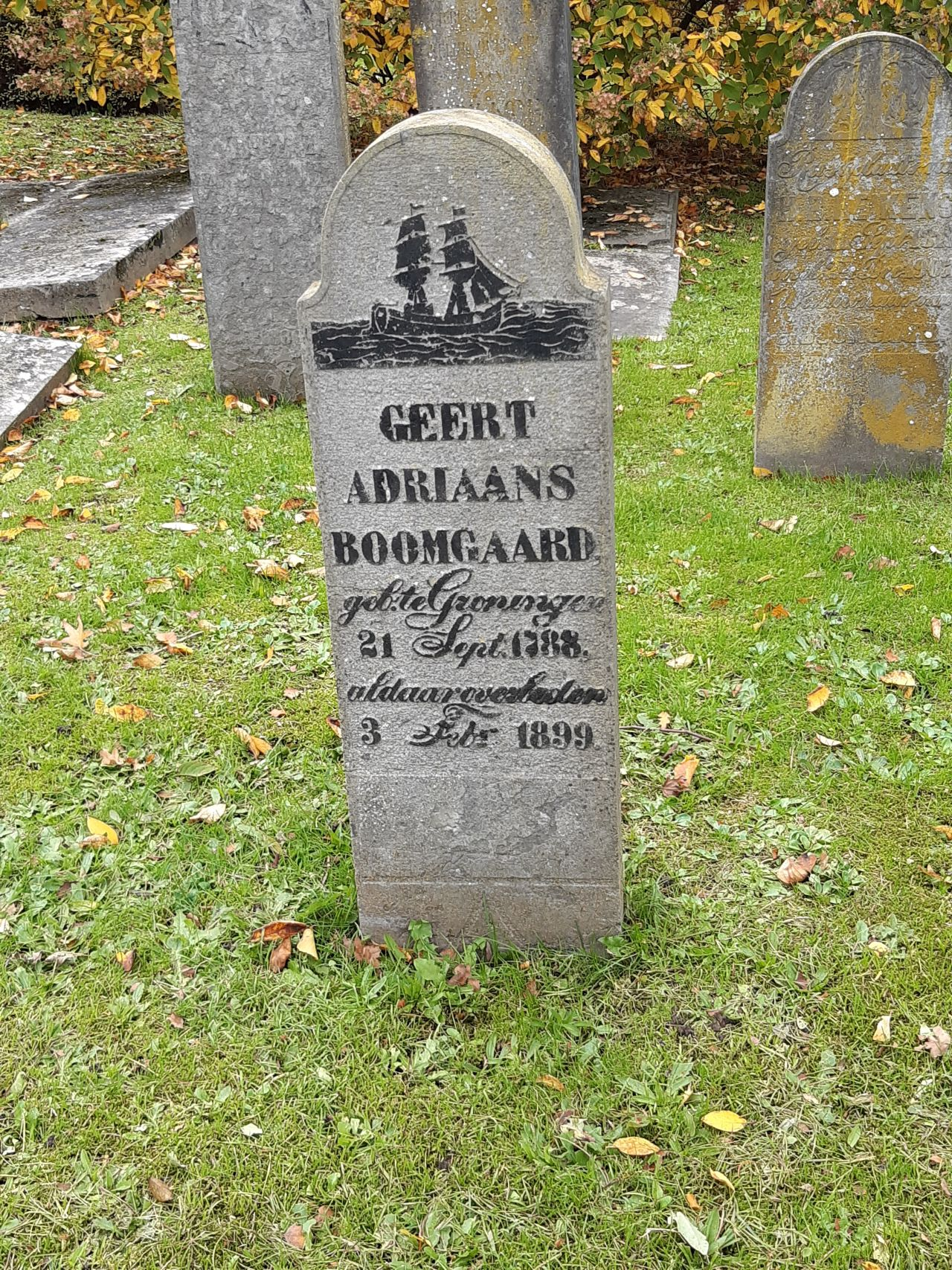
Graf van Geert Adriaans Boomgaard

Geert Adriaans Boomgaard (gedoopt te Groningen op 23 september 1788 – aldaar, 3 februari 1899) was de eerste Nederlander die internationaal als oudste mens ter wereld erkend werd. Een andere Nederlander, Thomas Peters, zou weliswaar ouder (bijna 112) geworden zijn, maar bij gebrek aan bewijzen omtrent zijn geboortedatum is de vermeende leeftijd van Peters nooit erkend.
Boomgaard werd geboren in de stad Groningen als zoon van Adriaan Jacobs Boomgaard en Geesje Geerts Bontekoe. Volgens gegevens van de burgerlijke stand was Geert Adriaans Boomgaard van beroep schipper of scheepskapitein. Hij was in 1812 soldaat in het leger van Napoleon. Hij diende als tamboer in het 33e regiment infanterie en werd op latere leeftijd onderscheiden met de Sint-Helenamedaille. Naar alle waarschijnlijkheid was Boomgaard de laatst overlevende veteraan uit de Napoleontische tijd.
Op 4 maart 1818 trouwde hij met Stijntje Bus, en op 17 maart 1831 hertrouwde hij (inmiddels weduwnaar) met de 37-jarige Grietje Abels Jonker. Uit zijn eerste huwelijk zijn acht kinderen bekend, uit zijn tweede vier.
In 1888 werd ter gelegenheid van zijn 100e verjaardag een bijzondere foto gemaakt. De jubilaris staat hier afgebeeld met zijn 81-jarige broer en 85-jarige zus. Veel mensen vonden dit zo'n speciale gebeurtenis dat er van deze foto veel kopieën in omloop waren. Zelfs toenmalig koningin-regentes Emma zou in het bezit geweest zijn van een kopie van deze foto.
Boomgaard bracht de laatste 34 jaar van zijn leven door in het Jacob en Annagasthuis in Groningen, waar hij uiteindelijk op 110-jarige leeftijd overleed. Hij is begraven op de Zuiderbegraafplaats te Groningen.